# Gouzeaucourt
Gouzeaucourt é uma comuna francesa na região administrativa de Altos da França, no departamento do Norte. Estende-se por uma área de 12.11 km². Em 2010 a comuna tinha 1 502 habitantes (densidade: 124 hab./km²).